# Lazar Arsić
Lazar Arsić (in serbo Лазар Арсић?; Belgrado, 24 settembre 1991) è un calciatore serbo, centrocampista svincolato.

## Carriera
Esordisce con il Vasas il 13 agosto 2010 in Vasas-Győri ETO (2-1), subentrando a Karim Benounes a 15 minuti dal termine. In seguito verrà schierato titolare più frequentemente, totalizzando diverse presenze in campionato. Gioca anche due partite di coppa.